# 牛棚藝術村

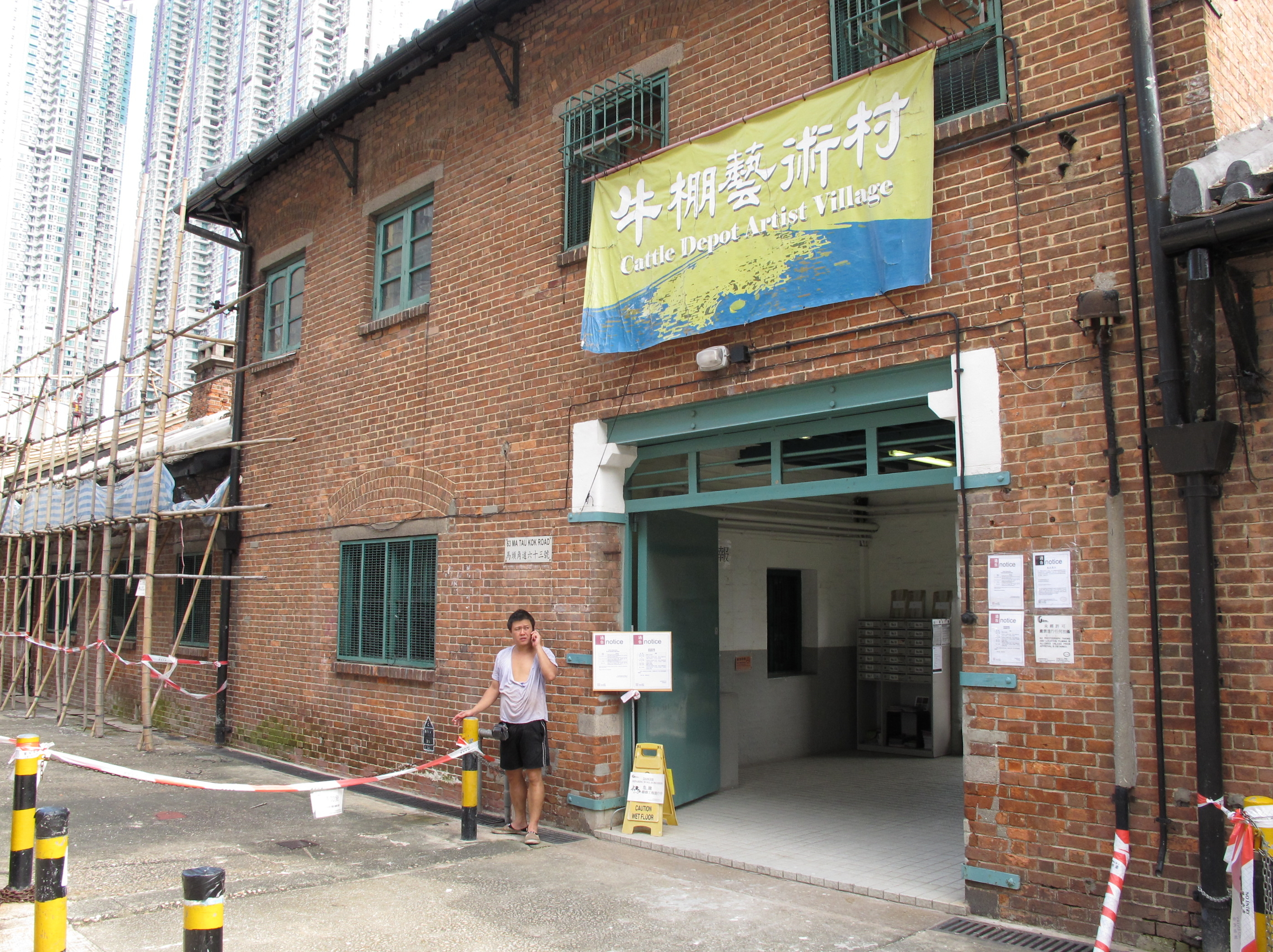
牛棚藝術村入口

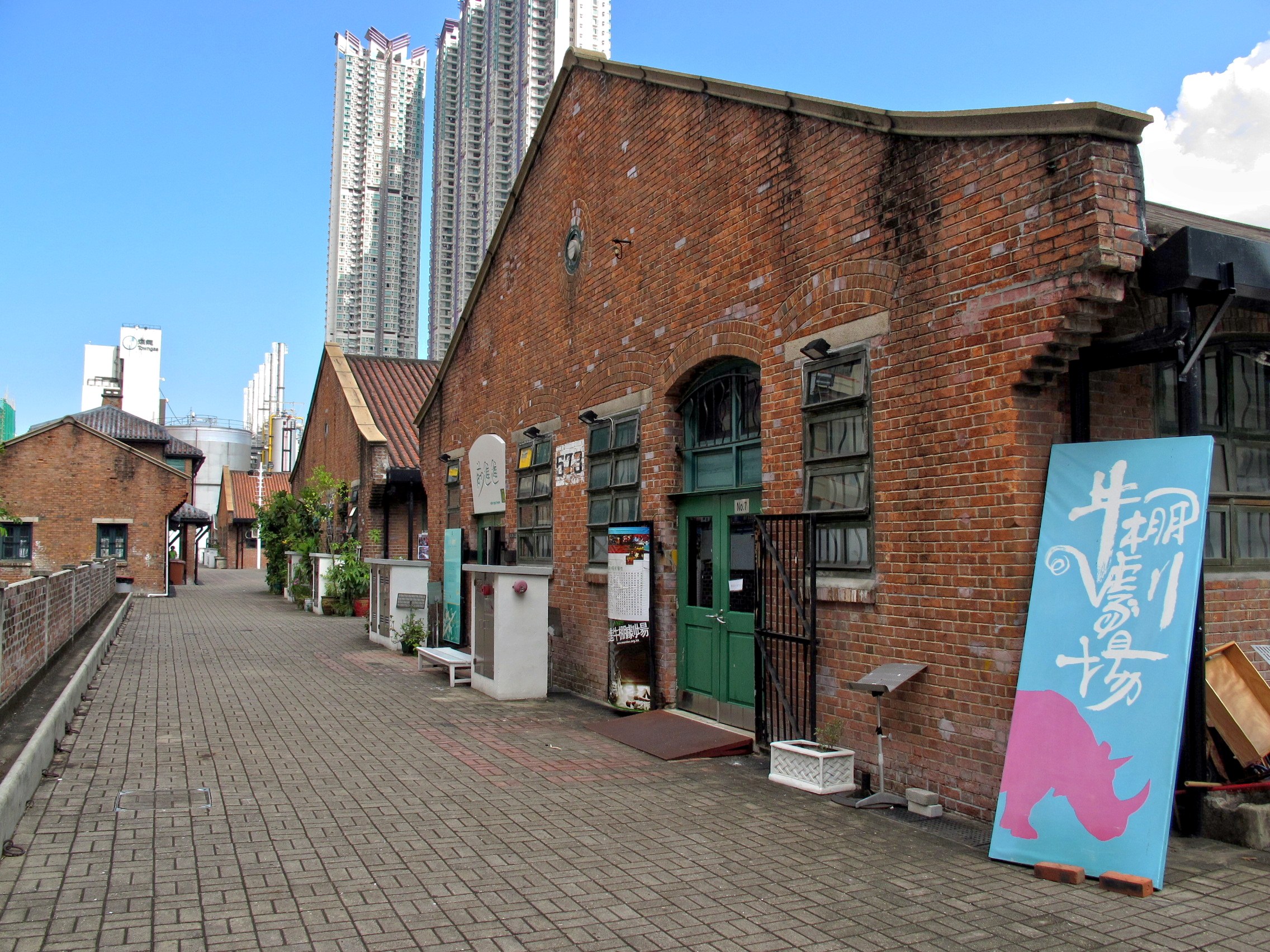
牛棚藝術村內貌

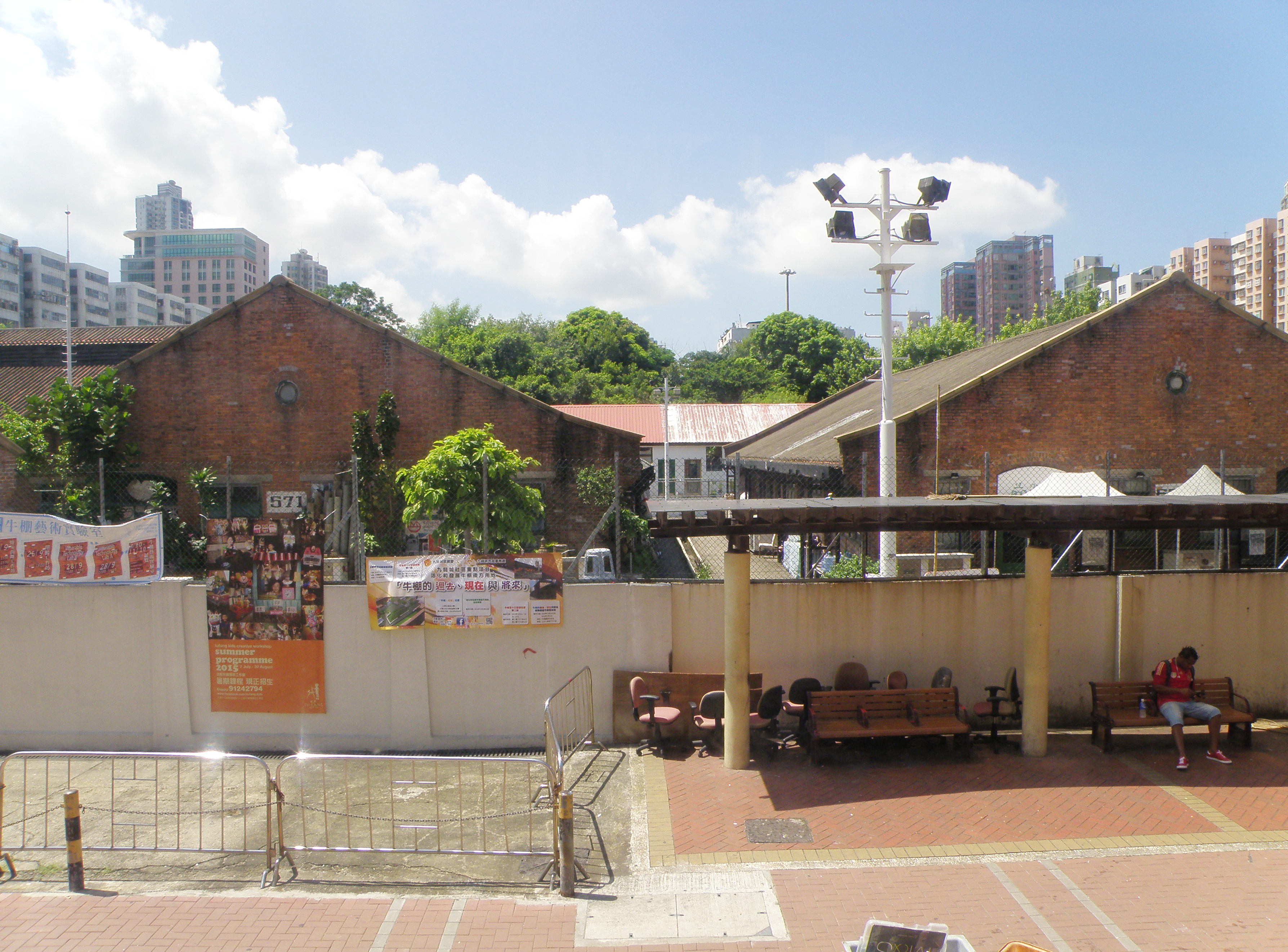
牛棚藝術村外貌

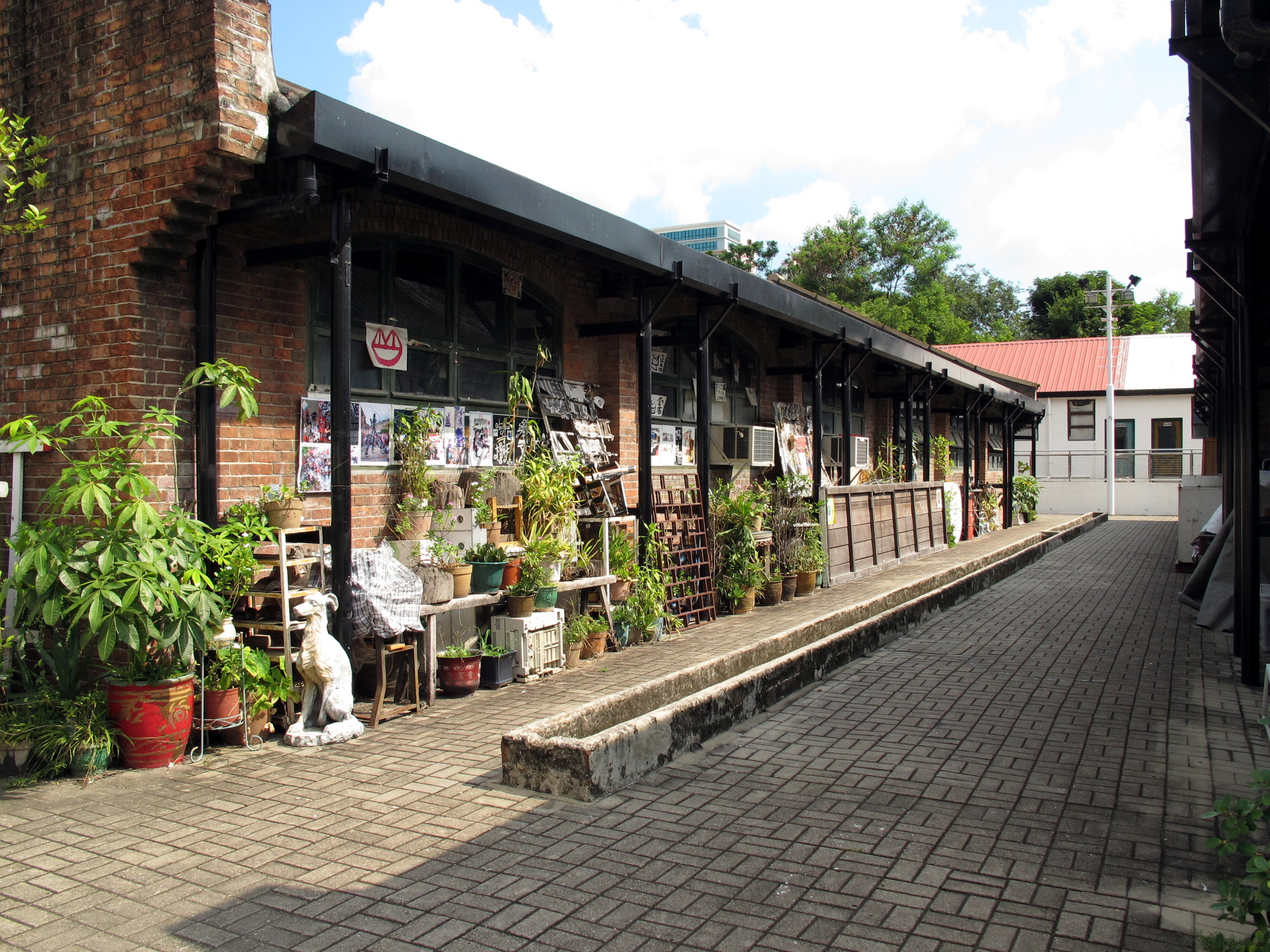
村內有多座紅磚平房

牛棚藝術村位於香港九龍馬頭角馬頭角道63號，毗鄰十三街舊樓群，牛棚藝術村是出租供藝術工作室的一個場地。藝術村所在地的前身是馬頭角牲畜檢疫站，乃牛隻的中央屠宰中心，建於1908年，於1999年8月停止運作；後於2001年改建並分拆成多個單位租給本地藝術創作家做工作室，慢慢演變成牛棚藝術村。牛棚藝術村佔地1.7公頃，為鋪瓦尖頂的紅磚單層平房建築。
目前，共有多個藝術工作者和藝術團體駐場，其中包括「1a空間 （页面存档备份，存于）」、「前進進」、「錄映太奇 （页面存档备份，存于）」、「蛙王」及「進念二十面體」等。2019年，獨立策展人周佩霞六四前選擇在牛棚舉行《牆2019》展覽。

## 歷史
1890年代，政府在堅尼地城和紅磡興建屠宰場和牲畜檢疫站。1908年，因九廣鐵路的興建，屠宰場從紅磡遷至馬頭角，即今天的牛棚藝術村。1920年代，屠宰場經歷擴建。1969年，隨著入口的牲畜數量增加，政府於長沙灣建成新屠場，但馬頭角的牲畜檢疫站仍保留其功能，直至1999年上水屠房啟用。
其後，政府把建築群批予藝術工作者使用，後者把該地取名「牛棚藝術村」。由紅磚建成的馬頭角牛房，很有西方20世紀初的市集特色，是香港僅存的此類歷史建築群，獲古物古蹟辦事處列為三級歷史建築。2009年12月18日改列為香港二級歷史建築。
2015年，九龍城區議會利用政府社區重點項目計劃的一次性一億元撥款，將藝術村東南方近新山道一邊佔地6000平方米的土地，活化和發展為牛棚藝術公園，在2019年9月8日開幕

## 全景圖

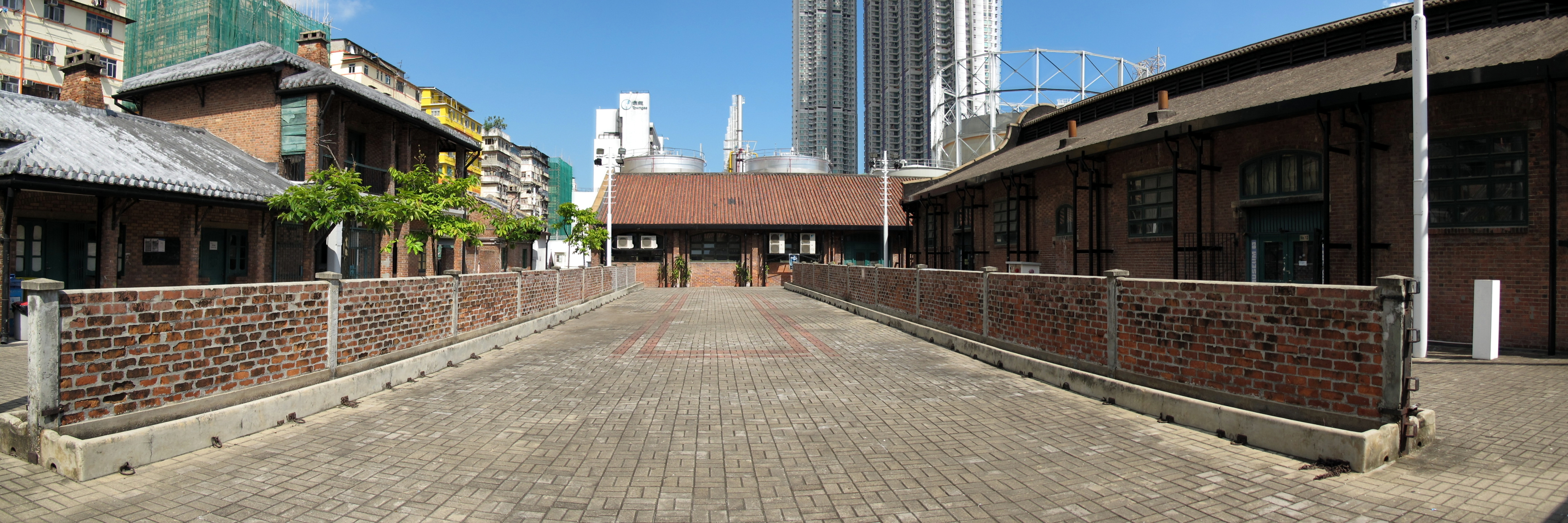
牛棚藝術村全景

## 建築
特色紅磚平房具20世紀初西方市場的布局，而最大特色是採用紅磚建成。正對著牛棚入口的是中庭，是一片大約40平方米的空地，紅磚矮牆重重圍起，原牆乃綁牛之用。環繞中庭有5座紅磚平房，各長50米，排列錯落有致。在整個牛棚，到處可見長長的水泥槽，乃是餵牛的飲食槽，而槽底的鐵鏈及鐵環，至今仍然健在。紅磚屋的細微處亦處處見特色，鋪瓦的屋頂、以通花鐵欄裝飾的大門和窗戶、屋內木造的天花橫樑、幾乎絕迹市面的磚砌煙囪等。每座平房外部皆有鑄鐵柱支撐，現在全部塗上黑色，與紅磚形成強烈對比，充滿藝術氣息。

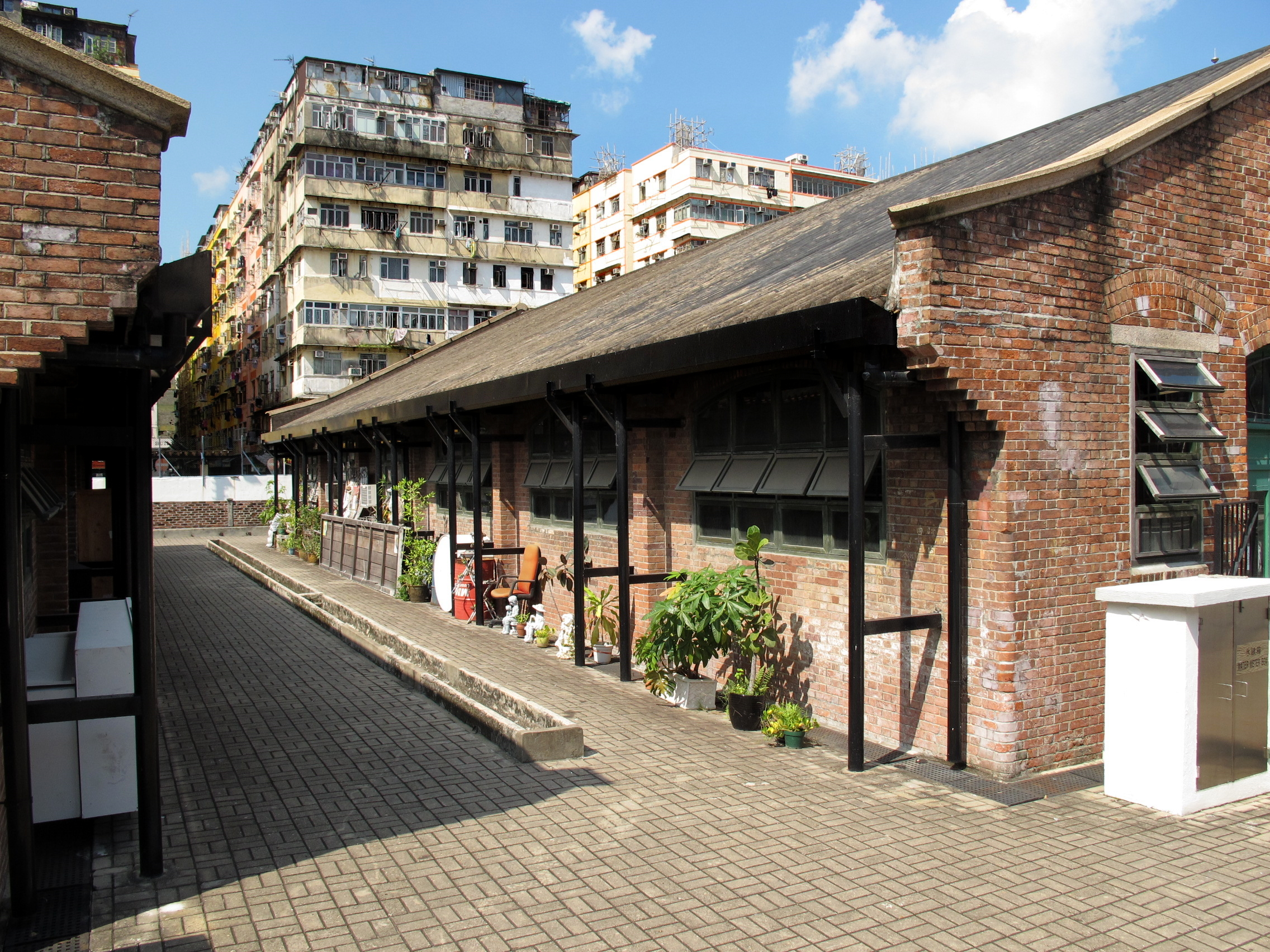
紅磚平房
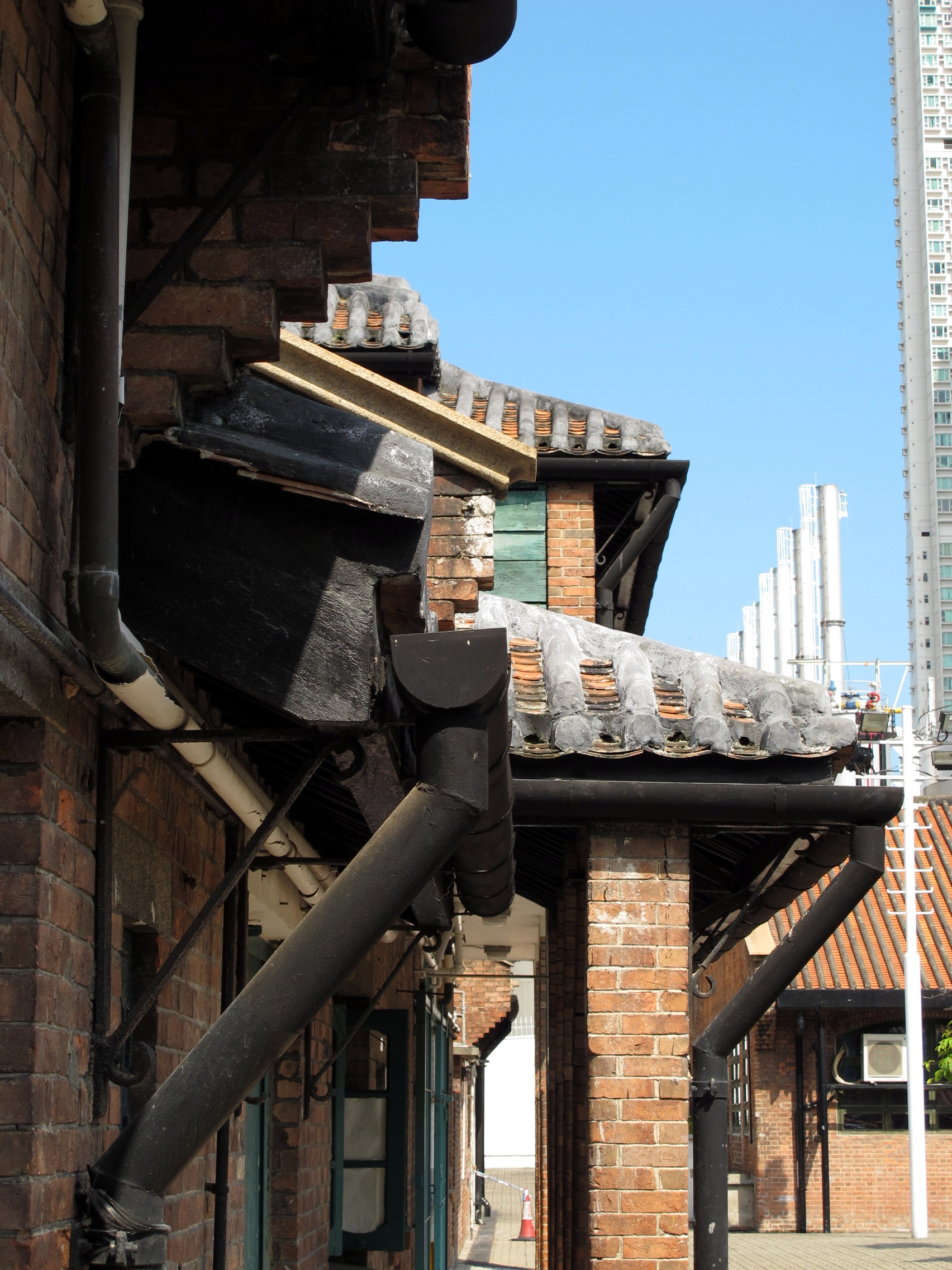
鋪瓦的屋頂
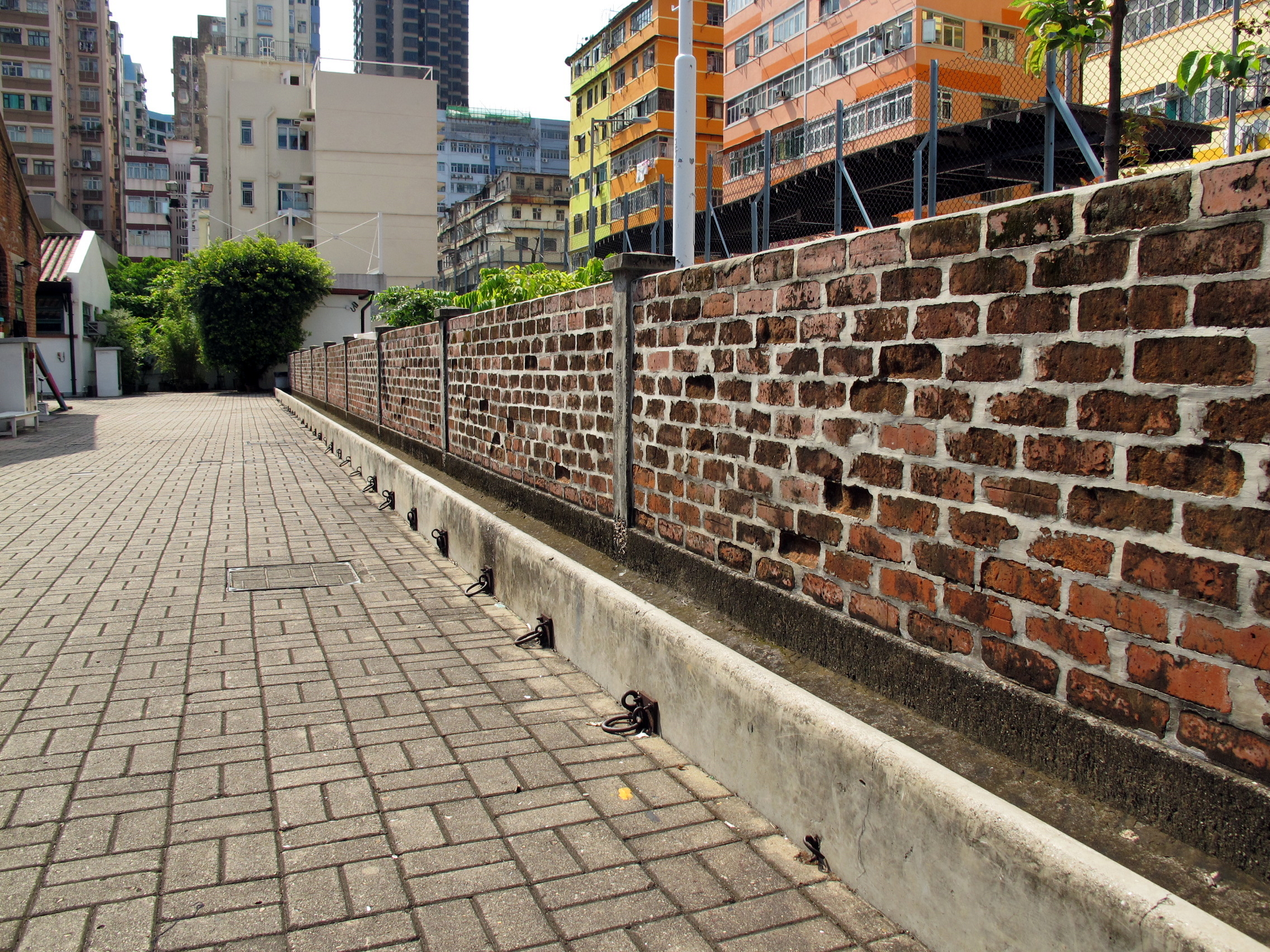
餵飼牛隻的飲食槽
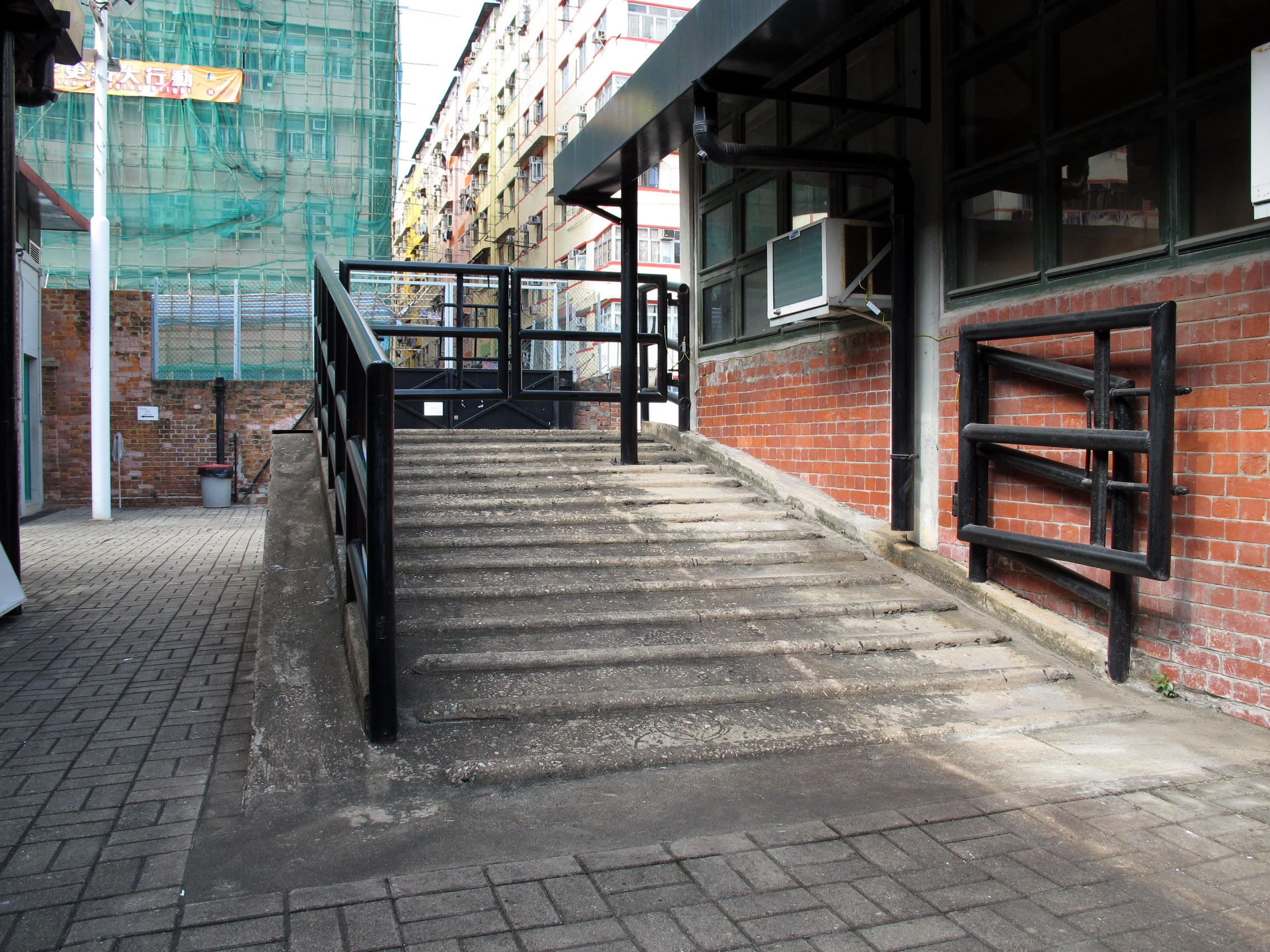
斜道

## 租戶

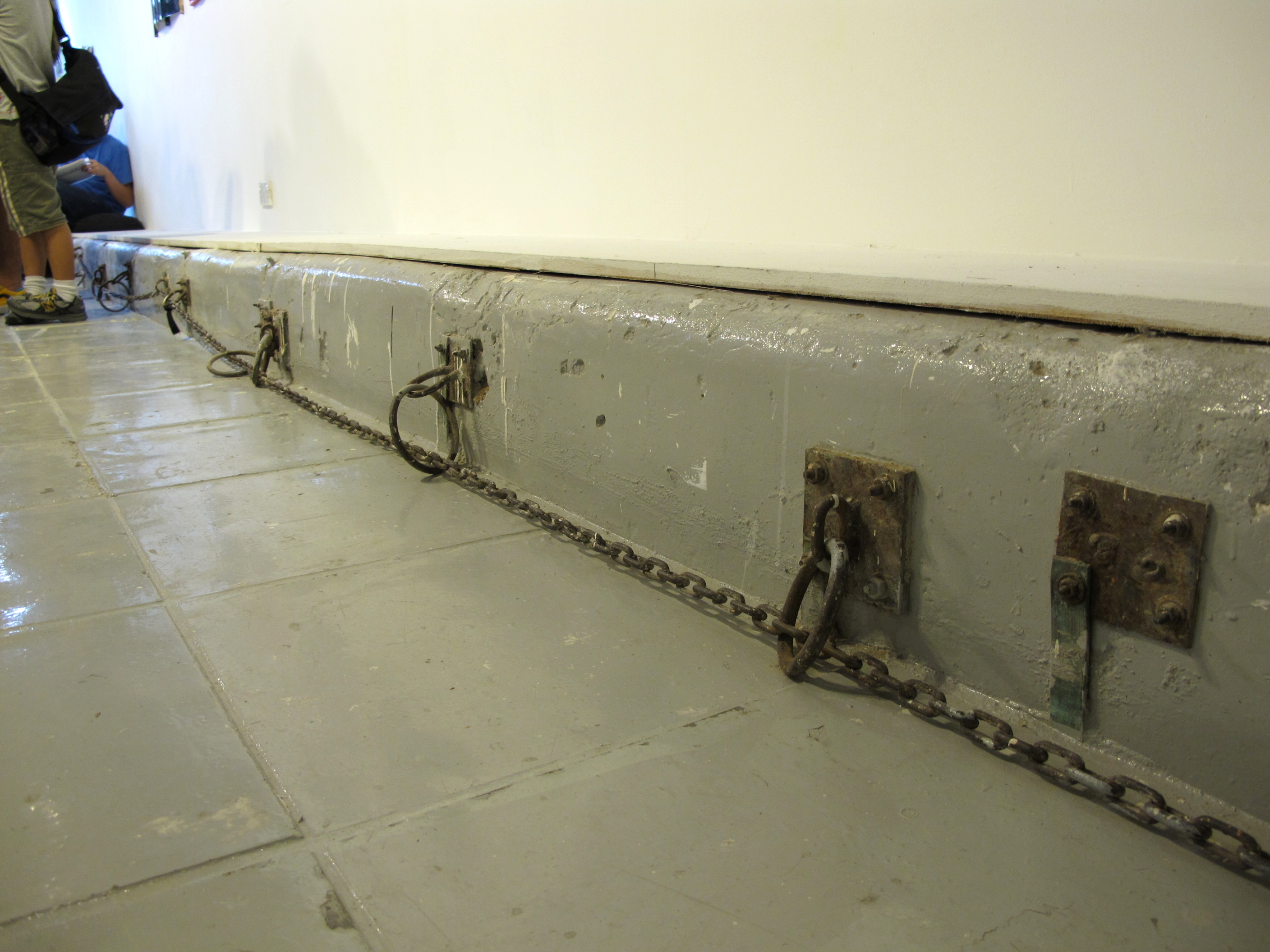
安裝於槽底的鐵鏈及鐵環至今仍然完好

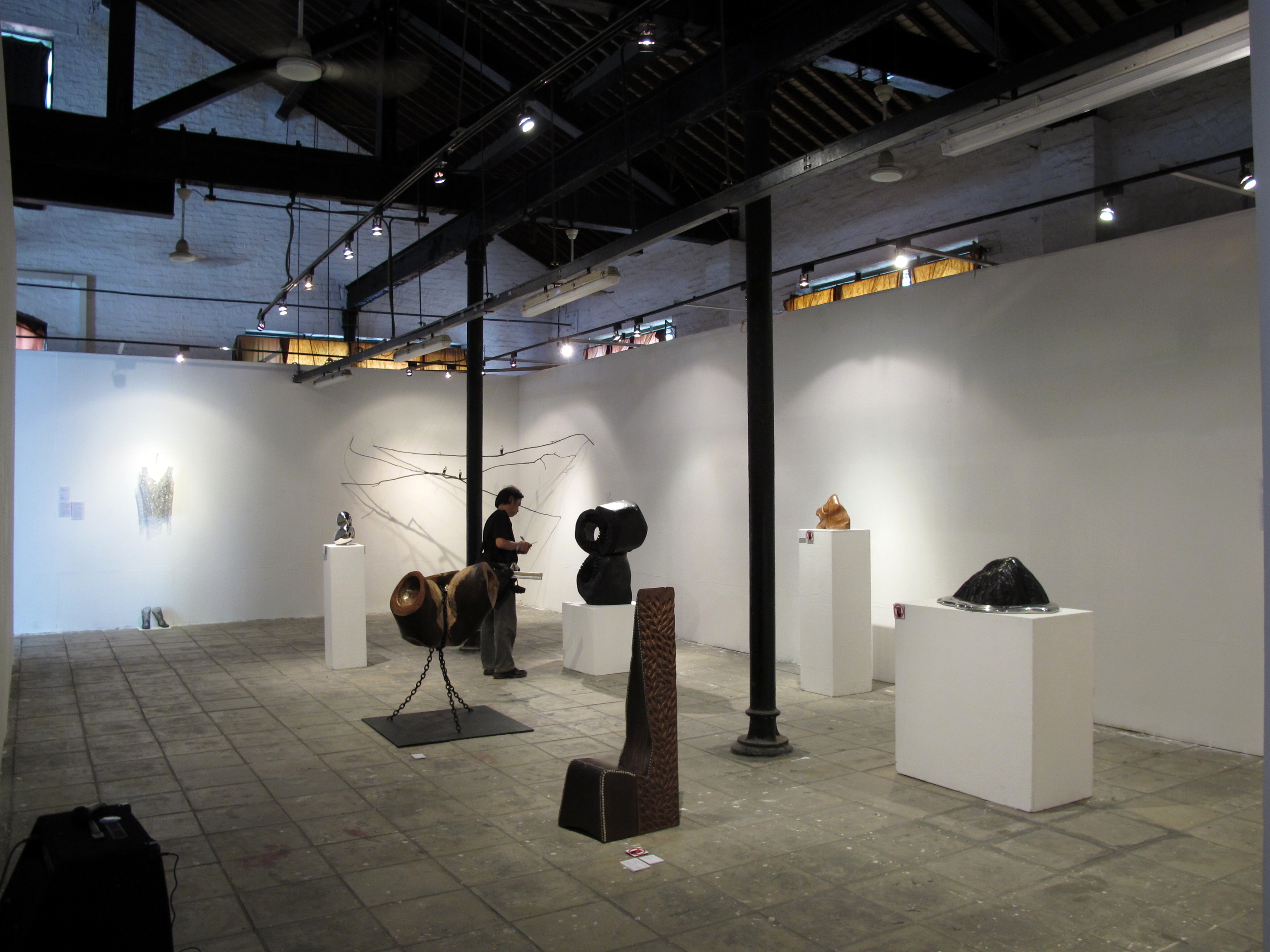
藝術村內的藝術展覽

現時前馬頭角牲畜檢疫站（牛棚）的租戶，大都是北角油街前政府物料供應處的舊租客。他們搬離油街後，於2001年開始以市值租金承租牛棚內的單位作非住宅用途。牛棚共有二十個可出租單位。根據租約，有關單位是作非住宅用途，但並非只限藝術文化創作用途。
現時活躍藝術文化機構包括：「1A空間 （页面存档备份，存于）」（1A space）、「前進進前進進戲劇工作坊 （页面存档备份，存于）」（前進進 On and On）、「錄映太奇 （页面存档备份，存于）」（Videotage）、藝術家郭孟浩「蛙王」的工作室及「進念二十面體」等。在各機構中仍然定時進行展覽、表演、工作坊、藝術家分享會等藝術節目。

## 批評

### 非對外開放
牛棚以往是由政府產業署負責管理。由於該物業並沒有符合《公眾娛樂場所條例》發牌要求的消防設備、燈光照明、緊急通道、衞生設備等設施，再加上部份藝術工作者不希望自己被騷擾，故此牛棚不能夠全面對外開放，舉辦接待公眾人士的大型活動。自2009年起，遊客要進入牛棚，需有邀請卡方可進入參觀，並只招待已獲邀請的人士或團體。有關人士進入後，必須出示及登記身分證方可進入。管理牛棚的政府產業處測量師表示，牛棚不是開放參觀的物業。
直至2011年4月改由發展局接管後，牛棚藝術村重新對外開放，每日早上10時至晚上10時入內參觀，毋須登記，而且可以在公眾地方拍照。

### 曾經嚴禁拍攝
2010年，政府產業署聲稱，為保障藝術工作者的利益及知識產權，村內禁止遊客拍攝建築外貌。但室內部份拍攝則按藝術工作者的要求而定，不少人士批評有關做法不合理，一眾藝術工作者及社區人士在facebook組成「牛棚社區網絡關注組」並曾發動聯署。

## 參看
- 牛棚書展
- 香港視覺藝術中心
- 油街實現
- 牛房倉庫（澳門）